# Sokodea
Sokodea is een geslacht van hooiwagens uit de familie Assamiidae.
De wetenschappelijke naam Sokodea is voor het eerst geldig gepubliceerd door Roewer in 1935. 

## Soorten
Sokodea is monotypisch en omvat slechts de volgende soort:
- Sokodea caeca